# Podzemna strojarnica
Podzemne strojarnice na hidroelektranama su se počele sve više graditi nakon Drugog svjetskog rata, iako je još uvijek više nadzemnih strojarnica. Izbor položaja strojarnice spada u dio planiranja položaja cjelokupne hidroelektrane, kojem prethode relativno dugotrajna i složena istraživanja, te ekonomske analize. Za podzemne strojarnice trebaju stijene biti relativno povoljnih elastičnih svojstava i ne treba očekivati veći priliv podzemnih voda.

## Način gradnje
U nas su najveće podzemne strojarnice izgrađene u vapnencima krša, jer su tamo utvrđeni povoljni uvjeti za njihov smještaj. Pri određivanju položaja strojarnice potrebno je izabrati povoljnu orijentaciju s obzirom na pad slojeva, utvrditi elastične osobine stijena, diskontinuitete i naprezanja u pojedinim fazama izbijanja i nakon dovršenja iskopa. Metoda konačnih elemenata, uz prethodna i naknadna mjerenja, može pomoći da se riješe svi problemi stabilnosti. Profil se obično osigurava betonskim svodom i možda prijenosom opterećenja pomoću perfo-sidara u tjemenu i sidrenja na stranama tunela. Perfo-sidra sprječavaju ispadanje manjih blokova, zbog nepovoljnih naprezanja uz konture iskopa u srednjoj trećini profila, pa se opterećenja, kad je to potrebno, moraju prenijeti u dubinu pomoću prednapregnutih sidara. 
Ali, ima kod nas nekoliko izgrađenih strojarnica bez sidara, jer se ona u vrijeme njihove gradnje nisu još u nas upotrebljavala. Načinom iskopa mora se također težiti da se što manje oštete stijene tunela strojarnice, što se postiže prethodno gustim bušotinama, blizu linije iskopa, po konturi tlocrta. Budući da je visina tunelskih profila 30 do 40 metara, a raspon 10 do 20 metara, moraju se pojedine faze radova dobro isplanirati i projektirati, da se izbjegnu poteškoće. 
Dimenzije strojarnice ovise o broju vodnih turbina i njihovoj snazi, te o smještaju transformatora i razvoda nižeg napona u strojarnici i izvan nje. Osim toga, na širinu utječe i položaj dovodne tlačne cijevi, te položaj i vrsta predturbinskog zatvarača.
Kad je strojarnica nadzemna, transformatori su smješteni ispred ili iza nje, a rasklopna postrojenja nižeg napona u posebnoj zgradi. Komanda je uvijek u produženju glavne zgrade.
Kad je strojarnica podzemna, transformatori su smješteni u glavnom predvorju ili u posebnoj šupljini. Predturbinski zatvarači mogu biti unutar strojarnice ili u posebnoj šupljini, paralelno duljoj osi strojarnice. Da se raspon strojarnice ne bi morao povećavati, a da zatvarači ostanu unutar zgrade, tlačni cjevovod do turbine se dovodi i pod manjim kutom od 90º prema duljoj osi strojarnice. 
Nosivost glavne dizalice u strojarnici ovisi o težini rotora, a visina od poda do dizalice o potrebnom prostoru za njegov prijenos prilikom ugradnje i popravka. Strojarnica ima sustav drenaže, koji osigurava od poplava prostorije. Bunar za drenažne pumpe nalazi se obično između turbina. Kabeli za vezu s dalekovodima vode se kroz posebni tunel, koji služi i za ventilaciju ili kao izlaz za nuždu.

## Primjeri podzemnih strojarnica
- Hidroelektrana Robert Bourassa (Quebec, Kanada) ima najveću podzemnu strojarnicu u svijetu, s instaliranom snagom od 5 616 MW, sa 16 vodnih turbina i pad vode je 137,2 m.
- Hidroelektrana Churchill Falls (Newfoundland i Labrador, Kanada) ima drugu najveću podzemnu strojarnicu u svijetu, s instaliranom snagom od 5428 MW, s 11 vodnih turbina. Strojarnica je duga 232 metra, 45 metara visoka, 19 metara široka i smještena 330 metara ispod razine tla. Dva dovodna tunela su duga 1692 metra svaki, a pad vode je 312,4 metra.
- HE Zakučac je dio višenamjenskog sustava za uređenje i korištenje voda i zemljišta sliva rijeke Cetine. Glavne proizvodne jedinice i transformatori smješteni su u podzemnoj strojarnici dimenzija 18,5 x 37 x 102 m i 16 x 12 x 44 m (kaverne transformatora).
- Hidroelektrana Rijeka, U podzemnoj strojarnici su smještene dvije Francisove turbine, snage 19,8 MW, instaliranog protoka 10,5 m3/s i konstruktivnog pada 213 m, s predturbinskim kuglastim zatvaračem, regulatorom i tlačnom napravom.[1]